# Mitrofan I, Mitropolit al Ungrovlahiei
Mitrofan I a fost unul din mitropoliții Ungrovlahiei, atestat a fi în funcție în anul 1533.